# Lovely (bài hát của Twenty One Pilots)
"Lovely" là một bài hát được viết và thu âm bởi bộ đôi âm nhạc Mỹ Twenty One Pilots, cho album phòng thu thứ ba của họ Vessel. "Lovely" được phát hành như một đĩa đơn quảng bá cho chuyến đi của ban nhạc tới Nhật Bản, được phát hành bởi Warner Music vào ngày 17 tháng 4 năm 2013. Bài hát đạt tới vị trí thứ 67 trên bảng xếp hạng Japan Hot 100.
"Lovely" cũng được xuất hiện trong một quảng cáo truyền hình Nhật Bản, có tên là "Right-on", một thời gian ngắn trước khi phát hành.

## Video âm nhạc
Một video quảng bá cũng được quay lại với một phiên bản mới của bài hát trong nền, trong khi Dun và Joseph đang được phỏng vấn về chuyến lưu diễn quốc tế. Video được đạo diễn bởi Mark C. Eshleman của Reel Bear Media.

## Danh sách bài hát
| Tải kỹ thuật số / stream | Tải kỹ thuật số / stream | Tải kỹ thuật số / stream |
| STT                      | Nhan đề                  | Thời lượng               |
| ------------------------ | ------------------------ | ------------------------ |
| 1.                       | "Lovely"                 | 4:18                     |

## Các cá nhân
- Tyler Joseph – hát, piano, synthesizer
- Josh Dun – trống, bộ gõ

## Xếp hạng
| Bảng xếp hạng (2013)      | Vị trí cao nhất |
| ------------------------- | --------------- |
| Japan Hot 100 (Billboard) | 67              |

## Lịch sử phát hành
| Khu vực  | Ngày                | Định dạng                 | Nhãn đĩa           |
| -------- | ------------------- | ------------------------- | ------------------ |
| Nhật Bản | 17 tháng 4 năm 2013 | Tải kỹ thuật số Streaming | Warner Music Group |